# Aufblasbares Zelt

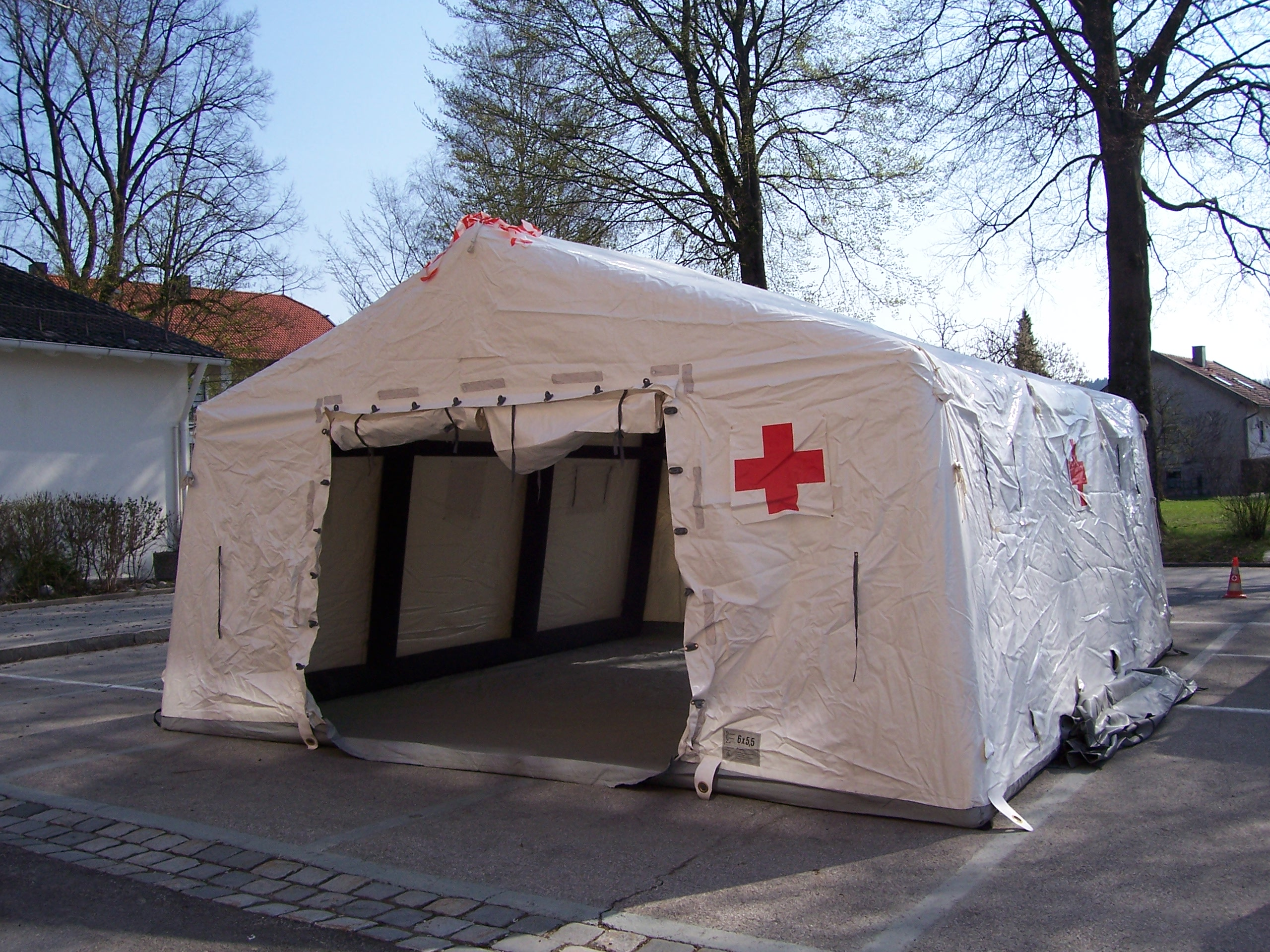
Aufblasbares Sanitätszelt, Rahmenbauweise

Aufblasbare Zelte und Tragluftzelte gehören zu den pneumatischen Bauten und werden überall dort verwendet, wo geringes Packmaß, einfachster Aufbau und geringes Transportgewicht eine Rolle spielen. In der Regel werden aufblasbare Zelte für kurzzeitige Einsätze verwendet, zum Beispiel als Sanitätszelt, Einsatzzelt für militärische Operationen oder als Gerätezelt auf Großbaustellen. Auch in der Werbung gewinnen aufblasbare Zelte und Pavillone zunehmend an Bedeutung.
In Deutschland verwenden die Bundeswehr, THW und Einsatzgruppen der Feuerwehren und Hilfsorganisationen aufblasbare Zelte als Notunterkünfte, für Sanitätszwecke und als Dekontaminationszelte.

## Bauweisen

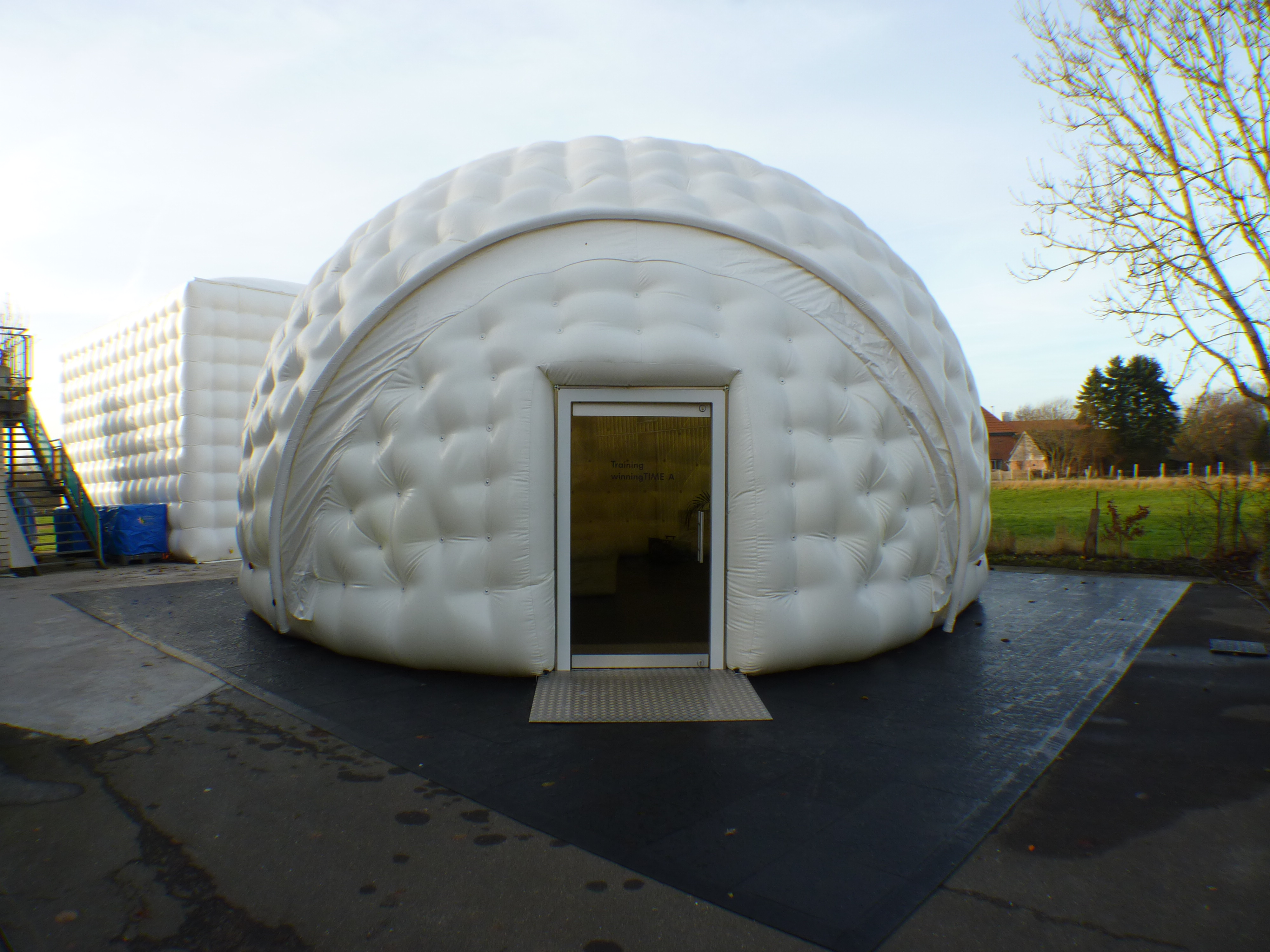
Aufblasbares Zelt, doppelwandig

Grundsätzlich haben sich in den letzten Jahren drei grundlegende Bauweisen für die Konstruktion aufblasbarer Zelte durchgesetzt: 
- Rahmenbauweise mit aufblasbarem Rahmen und zusätzlicher Zeltplane als Außenhaut
- doppelwandige Konstruktion, bei der die Zelthaut doppelwandig in Kammern unterteilt ist und aufgeblasen wird
- Traglufthallen, die von einem über ein Gebläse erzeugten Überdruck gestützt werden und eine Druckschleuse für den Zugang haben

Ein weiteres Unterscheidungsmerkmal ist die gewählte Methode, um den Innenluftdruck in den Zeltröhren oder Kammern zu erreichen. Sogenannte pneumatische Zelte werden luftdicht verarbeitet und einmal befüllt. Der Innendruck hält über einige Tage und das Zelt kann ohne weiteres Nachfüllen betrieben werden. Allerdings ist diese Bauweise recht anfällig gegen Beschädigungen, die einen sofortigen Druckverlust zur Folge haben. Der Großteil der produzierten aufblasbaren Zelte verfügt daher über ein Dauergebläse, welches auch bei leichten Beschädigungen ausreichend Luft in das Rohr- oder Kammersystem befördert.
Der Innendruck bei Gebläsezelten liegt zwischen 400 und 900 Pascal, bei pneumatischen Zelten werden Drücke bis zu 1300 Pascal erreicht.

## Materialien
Bei der Produktion von aufblasbaren Zelten werden neben herkömmlichen, vernähten Planen- und Zeltstoffen auch beschichtete Spezialgewebe verwendet, die verschweißt werden. Gebläsezelte sind meist aus leichten Nylonzeltplanen oder mittelschweren PVC-Gewebeplanen hergestellt.

## Größen/Maße
Die Bandbreite an aufblasbaren Zelten reicht von kleinen aufblasbaren Ein-Mann-Camping- und Schutzzelten bis hin zu permanent errichteten Messehallen (→ Traglufthalle). Die Vorteile aufblasbarer Zeltsysteme kommen besonders in den mittleren Größen von 20 bis 150 m² Fläche zum Tragen. Für sehr kleine Zeltsysteme ist der Herstellungsaufwand vergleichsweise hoch oder die Aufblastechnik zu kompliziert. Bei sehr großen Zeltsystemen ab einer Größe von > 150 m² ist in der Regel die Belüftung  energieaufwändig, da große und schwere Gebläsesysteme notwendig werden.